# Puntius kuchingensis
 Puntius kuchingensis és una espècie de peix cipriniforme de la família dels ciprínids que es troba a Malàisia (Sarawak) i la conca del riu Kapuas (Indonèsia).